# Catopsis juncifolia
Catopsis juncifolia är en gräsväxtart som beskrevs av Carl Christian Mez och Karl Carl Wercklé. Catopsis juncifolia ingår i släktet Catopsis och familjen Bromeliaceae. Inga underarter finns listade i Catalogue of Life.